# Gamopétalas

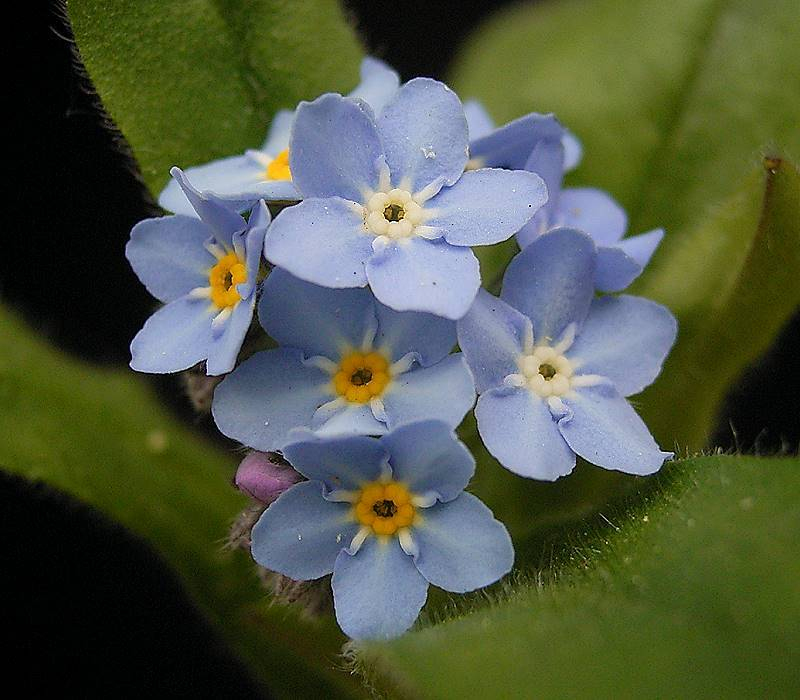
Myosotis sylvatica, popularmente conocida como nomeolvides.

El término gamopétalas se aplica a aquellas flores, también conocidas como simpétalas, que poseen un perianto doble, los pétalos de cuya corola están soldados entre sí, concrescentes, formando una corola de una sola pieza (monopétalo).

## La flor nomeolvides
La pequeña y modesta flor no me olvides tiene cinco pétalos, y su centro parece un pentagrama resplandeciente de colores blanco y amarillo; generalmente, es azul claro o blanco y crece en grupos, dado que sus semillas pequeñas son dispersadas por el viento en los terrenos grandes. En el significado de las flores, la flor simboliza la amistad y el amante eterno.[cita requerida]
Familias importantes con flores gamopétalas son:
- Boragináceas
- Labiadas
- Ericáceas
- Oleáceas
- Solanáceas
- Cucurbitáceas
- Compuestas

A este término se opone dialipétalas.

## Leyenda
De acuerdo con una antigua leyenda, un caballero vestido en su armadura estaba cabalgando a la orilla de un río con su prometida. Ella vio un grupo de flores azules meciéndose en el agua, y pidió a su amante que las recogiera. Al intentar llegar a ellas, el caballero se resbaló y cayó al río. La pesada armadura impidió que pudiera nadar y comenzó a hundirse en el agua, pero antes arrojó las flores azules a su amada, diciendo: "No me olvides".[cita requerida]
- Datos: Q5875112